# Erkheim

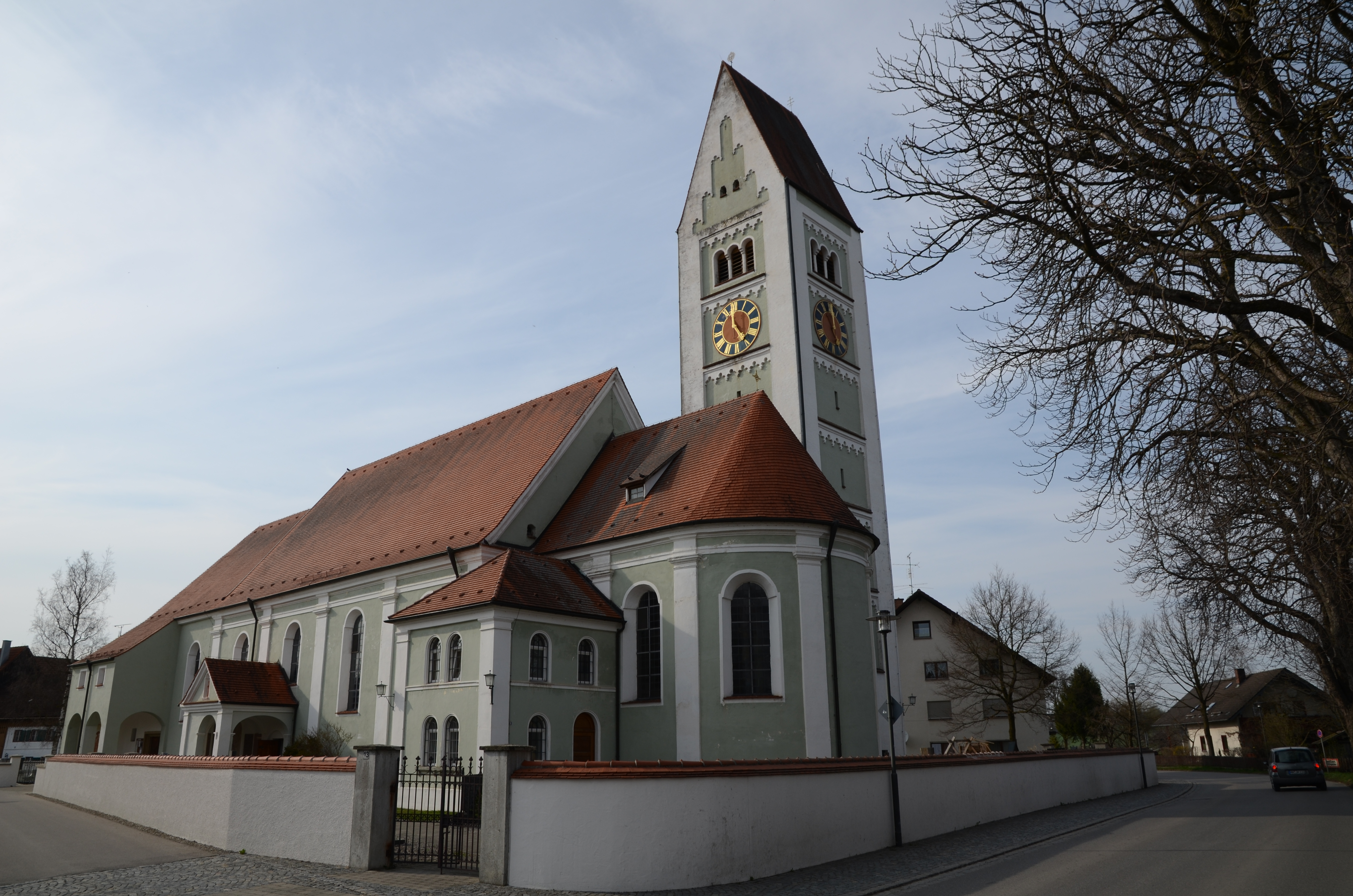
Kościół pw. Wniebowstąpienia NMP (Mariä Himmelfahrt)

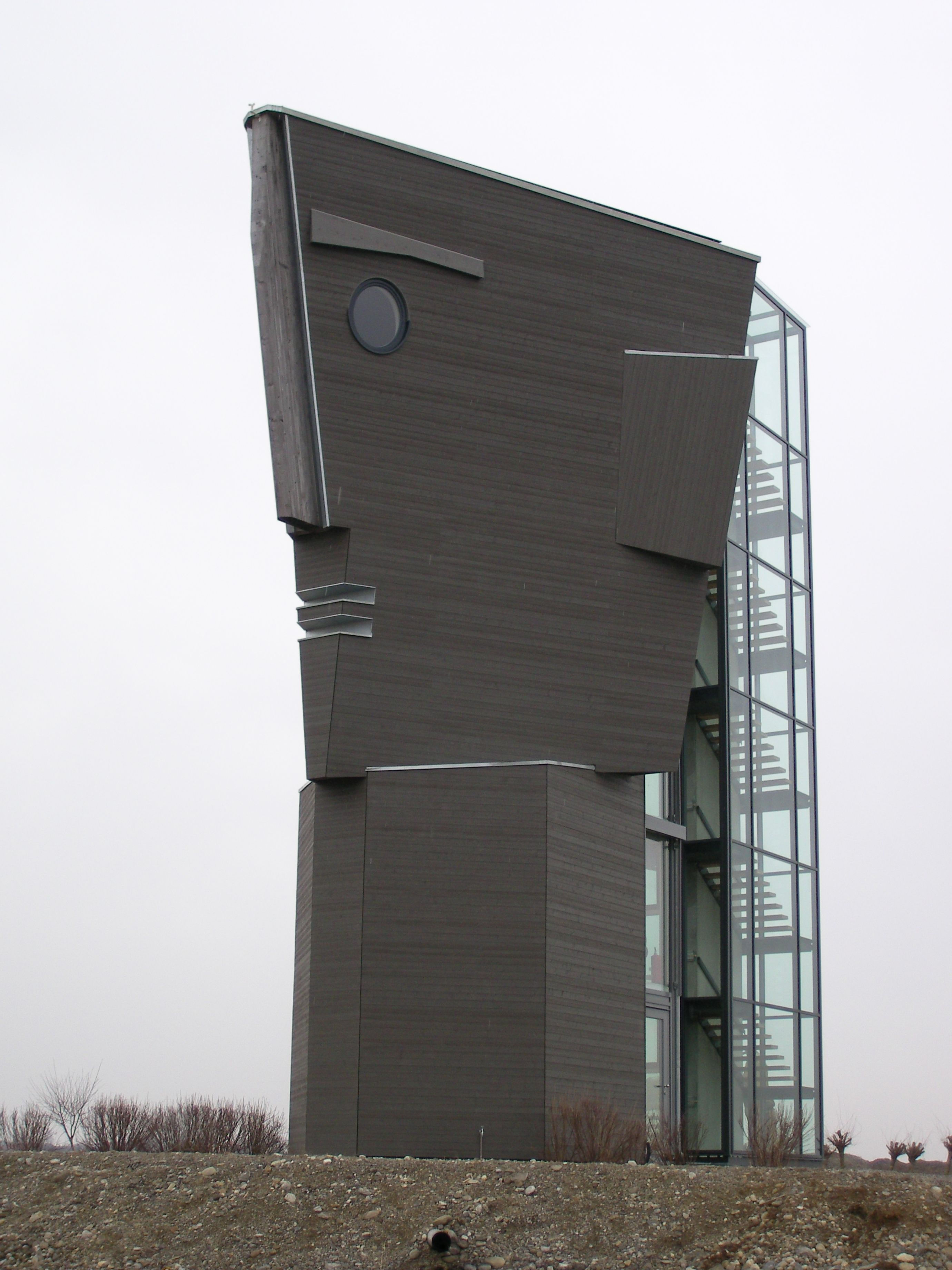
Biurowiec Holzkopf

Erkheim – gmina targowa w Niemczech, w kraju związkowym Bawaria, w rejencji Szwabia, w regionie Donau-Iller, w powiecie Unterallgäu, siedziba wspólnoty administracyjnej Erkheim. Leży w Szwabii, około 10 km na zachód od Mindelheimu, nad rzeką Günz, przy autostradzie A96, drodze B18 i linii kolejowej Memmingen – Monachium.

## Dzielnice
W skład gminy wchodzą następujące dzielnice:
Erkheim, Arlesried, Dankelsried, Daxberg, Erlenberg, Untererlenberg, Knaus i Schlegelsberg

## Demografia
| Rok  | Liczba mieszk. |
| ---- | -------------- |
| 1970 | 2 526          |
| 1987 | 2 560          |
| 2000 | 2 906          |

## Polityka
Wójtem gminy jest Christian Seeberger (Christliche Wählervereinigung), rada gminy składa się z 14 osób.
|      | Christliche Wählervereinigung | Bürgerblock | Unabhängige Liste | Razem |
| 2008 | 5                             | 5           | 4                 | 14    |
| 2002 | 6                             | 3           | 5                 | 14    |

## Oświata
W gminie znajduje się przedszkole oraz zespół szkół (szkoła podstawowa i Hauptschule, łącznie 460 uczniów).